# Heimburg in Niederheimbach
Le Heimburg in Niederheimbach est un château allemand situé sur les bords du Rhin, dans la commune de Niederheimbach, dans le land de Rhénanie-Palatinat. Il est classé au patrimoine mondial de l'UNESCO en étant intégré à la Vallée du Haut-Rhin moyen.

## Source
- (en) Cet article est partiellement ou en totalité issu de l’article de Wikipédia en anglais intitulé « Heimburg in Niederheimbach » (voir la liste des auteurs).